# Svartgölen (Frödinge socken, Småland)
Svartgölen är en sjö i Vimmerby kommun i Småland och ingår i Botorpsströmmens huvudavrinningsområde.